# 宇都宮常設球場
宇都宮常設野球場（うつのみやじょうせつやきゅうじょう）は、かつて栃木県宇都宮市にあった野球場である。

## 概要
建設当時は、いつでも野球の試合ができる施設は少なく、「常設」球場は市民の夢であった。
1931年（昭和6年）、宇都宮市野球協会長の小野春吉が「隣の群馬県には立派な野球場がある。栃木県にもそれに負けないものを造ろう」ということで、仲間らに呼びかけて、宇都宮野球連盟を結成し、常設野球場の建設を計画した。

## 沿革
1932年（昭和7年）4月、東武宇都宮線の開通にあわせ、沿線の敷地5,500坪（≒1.8 ha）を借り受け、多額の借金を含む15,000円をつぎ込み、宇都宮常設野球場が建設・開場した。両翼100.5m、中堅115.8m、収容人員2万人は当時として屈指の広さを誇った。内外野のフェンスやスタンドは宇都宮特産の大谷石造りであった。開場式は4月17日に三田会・稲門会のクラブ員を招いて盛大に開催した。両会による試合は熱を帯び、10対9で稲門会が勝利した。同日、球場の最寄り駅として東武宇都宮線野球場前駅（現・南宇都宮駅）が開業した。これ以降、中等学校などの野球の試合は、すべてこの球場で開催されるようになった。なお、完成当時、球場周辺の住所は河内郡横川村大字江曽島字上楽斉であった。
1934年（昭和9年）12月1日、ベーブ・ルースや沢村栄治らが出場した「日米野球」の最終戦会場として使われた。この試合で全日本は7安打5得点を上げたが、沢村は4回まで投げて9失点と振るわず、リリーフの青柴憲一も打ち込まれ、最終的に全米軍に14点を取られて敗北した。当日は最低気温3度と冷え込みが厳しく、外野スタンドの芝を燃やして暖をとる観戦者や、ベンチに置かれた火鉢でビールを熱燗にして飲むアメリカ選手がいたという逸話が残る。
1940年（昭和15年）、宇都宮市は紀元二千六百年記念事業として市営運動場の建設を企図し、当球場を市営球場とすべく連盟と折衝し、敷地を地主から買収、球場施設を連盟から12,000円で買い取り、1942年（昭和7年）5月に宇都宮市営常設野球場となった。この間、1942年（昭和7年）3月7日の内務省告示第127号により球場を含む「城南公園」を都市計画決定し、陸上競技場の整備も計画していたが、第二次世界大戦争の影響で実現することはなかった。
第二次世界大戦争中は野球どころではなくなり、高射砲陣地となったほか、防空壕も構築され荒廃したが、終戦後に連盟は市から無償で借り受け、35万円を投じて復旧に尽力した。1949年（昭和24年）8月に、宇都宮市は代償金30万円を連盟に支払い、再度市営野球場とした。復興後はアマチュア野球や市民体育祭の会場として活用された。
1950年（昭和25年）、隣接の姿川村（1955年（昭和30年）4月に宇都宮市に編入合併）に栃木県営球場が完成するが、その後も当球場にて読売ジャイアンツ主管試合を数試合開催していた。1955年（昭和30年）度の使用料収入は59,950円であった。1960年（昭和35年）12月に施設の老朽化や小学校不足などの理由で閉鎖、解体された。跡地は1963年（昭和38年）4月に宇都宮市立宮の原中学校が開校し、1970年（昭和45年）4月に宮の原中学校移転とともに宇都宮市立宮の原小学校が開校した。
2004年（平成16年）3月、宇都宮市立宮の原小学校の校内に大谷石製のボールを載せた顕彰碑が完成した。2019年（令和元年）に同校は創立50周年記念として、校庭で野球のボールとバットの人文字を作るという企画を行い、参加した児童・住民合わせて662人という数値はギネス世界記録に認定された。
2022年（令和4年）、野球伝来150年を記念した日本野球機構（NPB）と全日本野球協会（BFJ）などが主催する企画「日本野球聖地・名所150選」に栃木県から唯一選出された。

## プロ野球公式戦開催実績
プロ野球公式戦は7試合開催。内訳は1リーグ時代1試合、セ・リーグ6試合。なお同じ時期のパ・リーグは宇都宮市でプロ野球公式戦を行う際、宇都宮総合球場を使用していた。
- 1948年5月13日 読売ジャイアンツ 1-5 金星スターズ
- 1952年6月22日 大洋ホエールズ 2-4、0-7 松竹ロビンス（ダブルヘッダー）
- 1954年6月13日 国鉄スワローズ 3-2、6-4 広島カープ（ダブルヘッダー）
- 1955年9月4日 大洋ホエールズ 3-1 国鉄スワローズ
- 1956年7月26日 読売ジャイアンツ 1-0 大洋ホエールズ

## 関連施設
1961年（昭和36年）完成の宇都宮市宮原運動公園野球場（宇都宮市宮原運動公園内設置）は、常設野球場の流れを汲む施設である。同球場は老朽化のため2017年より建て替え工事が始まり2024年3月に竣工した。